# Pheidole elongicephala
Pheidole elongicephala được Eguchi, K. phát hiện và mô tả vào năm 2008.